# Vaccinium elliottii
Vaccinium elliottii är en ljungväxtart som beskrevs av Chapman. Vaccinium elliottii ingår i Blåbärssläktet, och familjen ljungväxter. Inga underarter finns listade i Catalogue of Life.

## Bildgalleri

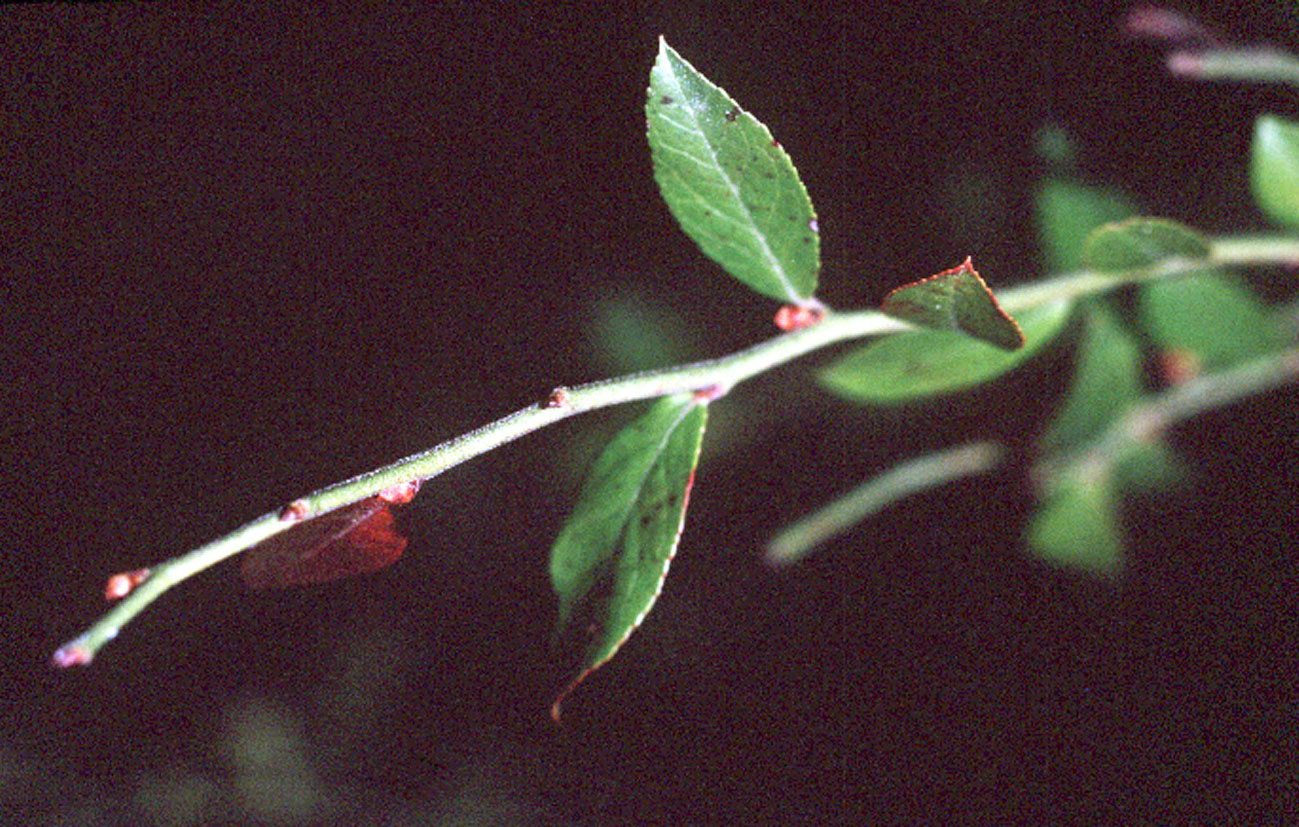
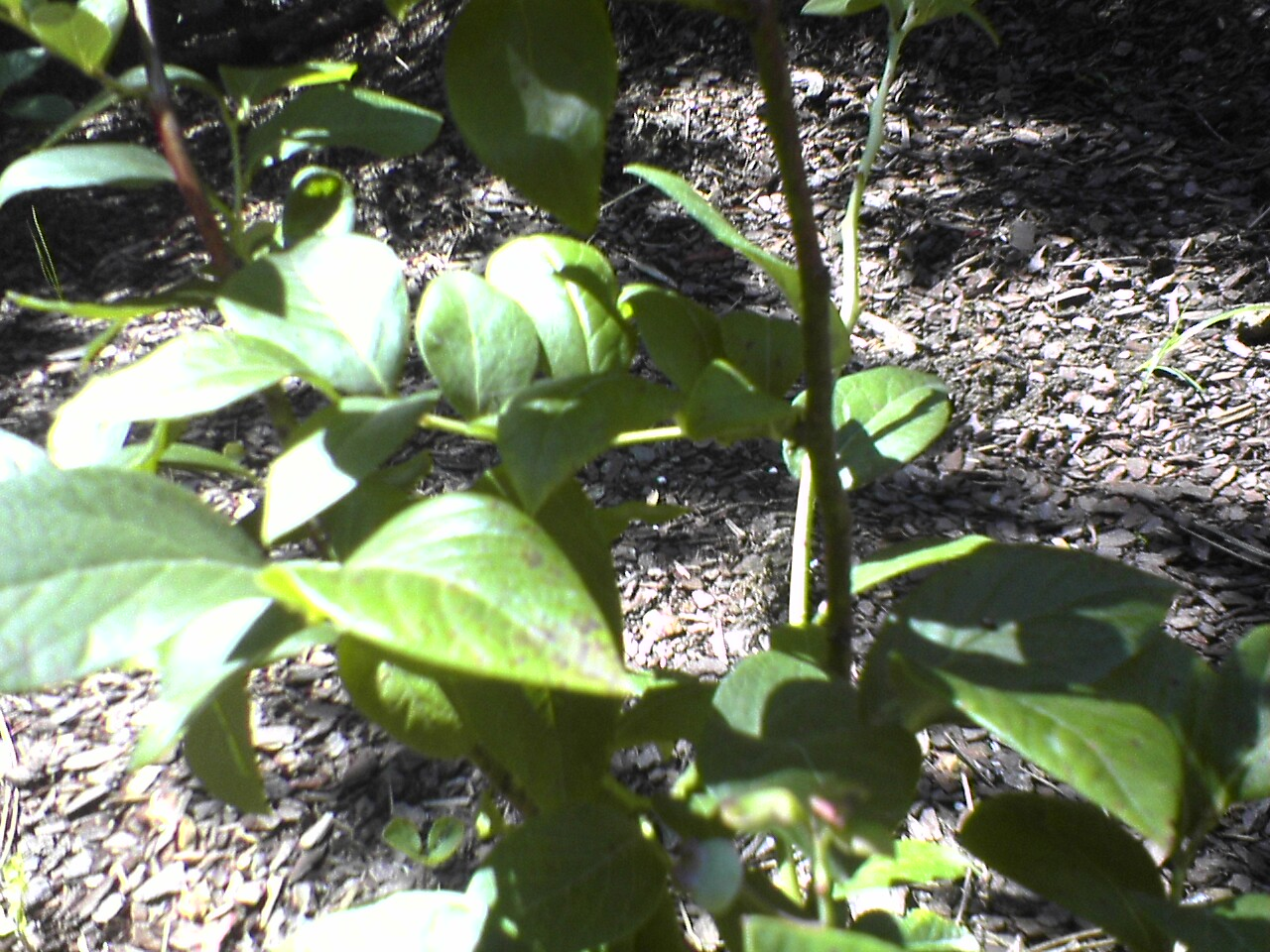